# Kabinett Isărescu

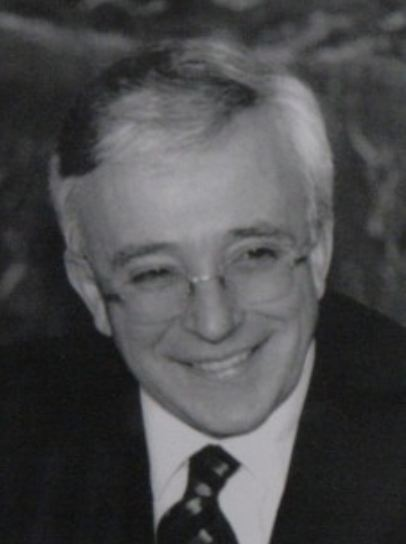
Mugur Isărescu war zwischen 1999 und 2000 Ministerpräsident Rumäniens.

Das Kabinett Isărescu wurde in Rumänien am 22. Dezember 1999 von Ministerpräsident Mugur Isărescu gebildet und wurde am 28. Dezember 2000 vom Kabinett Năstase abgelöst. Dem Kabinett gehörten neben dem parteilosen Ministerpräsidenten Isărescu Vertreter des Wahlbündnisses Convenția Democrată Română (CDR) wie der Partidul Național Țărănesc Creștin Democrat (PNȚCD), der Partidul Național Liberal (PNL), der Demokratischen Union der Ungarn in Rumänien (UDMR), der Partidul Social-Democrat Român (PSDR) und der Partidul Democrat (PD) an.

## Regierungspolitik und Wahlen
Am 14. Dezember 1999 setzte Staatspräsident Emil Constantinescu den bisherigen Ministerpräsidenten Radu Vasile wegen Verschleppung von Reformen ab, woraufhin zunächst der Minister für Arbeit und Sozialschutz Alexandru Athanasiu kommissarischer Ministerpräsident wurde, ehe am 22. Dezember 1999 der parteilose Finanzexperte und bisherige Gouverneur der Nationalbank (Banca Națională a României), Mugur Isărescu, neuer Ministerpräsident wurde. Das Parlament bestätigte ihn am 21. Dezember 1999 und am darauf folgenden 22. Dezember wurde er vereidigt. In seinem Kabinett übernahm der frühere Ministerpräsident Petre Roman den Posten als Außenminister.
Am 30. Januar 2000 führte der Bruch eines Rückhaltebeckens der Goldmine bei Baia Mare zu einer Umweltkatastrophe entlang des Flusses Theiß durch Cyanide. Am 13. März 2000 ernannte Präsident Emil Constantinescu Sorin Frunzăverde zum Verteidigungsminister. Im Mai/Juni 2000 kam es zum Zusammenbruch des Nationalen Investitionsfonds und Liquiditätsschwierigkeiten der Nationalbank.

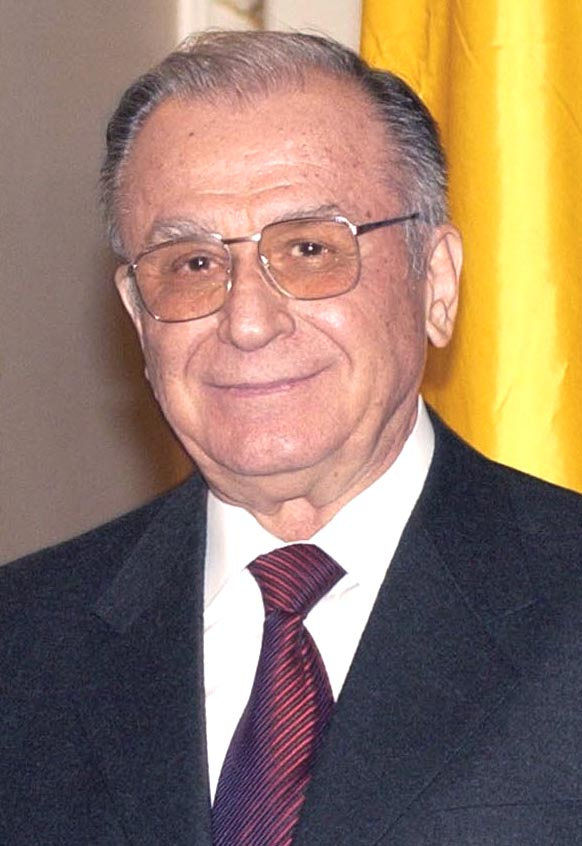
Ion Iliescu war zwischen 2000 und 2004 erneut Staatspräsident.

In der ersten Runde der Präsidentschaftswahlen am 26. November 2000 erhielt der ehemalige Präsident Ion Iliescu von der Partei der Sozialdemokratie (PDSR) 36,4 Prozent der Stimmen, gefolgt von Corneliu Vadim Tudor von der Partei Großrumänien (PRM) mit 28,3 Prozent, Theodor Stolojan mit 11,8 % und Ministerpräsident Mugur Isărescu mit 9,5 Prozent. Bei der gleichzeitigen Parlamentswahl am 26. November 2000 erlitt die bisherige Regierungskoalition eine katastrophale Niederlage, während das postkommunistische Wahlbündnis Polul Democrat-Social din România aus PDSR, PSDR und PC mit 3.968.464 Stimmen (36,6 Prozent) und 155 der 345 stärkste Kraft wurde. Deutlich zulegen konnte die rechtsextreme Partidul România Mare (PRM), die mit 2.112.027 Stimmen (19,5 Prozent) und 84 Sitzen zweitstärkste Kraft wurde. Die bisherigen Regierungsparteien Partidul Democrat (31 Mandate), Partidul Național Liberal (30 Sitze) und Demokratische Union der Ungarn in Rumänien (27 Mandate) zogen noch ins Parlament ein, während die PNȚCD mit dem neuen Wahlbündnis Convenția Democrată Română 2000 nicht mehr in der Abgeordnetenkammer vertreten war. In der Stichwahl zur Präsidentschaftswahl am 10. Dezember 2000 erhielt Ion Iliescu 66,8 Prozent der Stimmen und Corneliu Vadim Tudor 33,2 Prozent. Iliescu trat sein Amt am 20. Dezember an. Am 28. Dezember wurde Adrian Năstase als Ministerpräsident vereidigt. Zu seinem Kabinett gehören Mircea Geoană als Außenminister, Ioan Mircea Pașcu als Verteidigungsminister, Mihai Tănăsescu als Finanzminister und Ioan Rus als Innenminister.

## Kabinettsmitglieder
| Amt                                                                      | Amtsinhaber                     | Partei      | Beginn der Amtszeit             | Ende der Amtszeit               |
| ------------------------------------------------------------------------ | ------------------------------- | ----------- | ------------------------------- | ------------------------------- |
| Ministerpräsident                                                        | Mugur Isărescu                  | Parteiloser | 22. Dezember 1999               | 28. Dezember 2000               |
| Staatsminister, Präsident des Wirtschafts- und Finanzkoordinierungsrates | Mircea Ciumara                  | PNȚCD       | 22. Dezember 1999               | 28. Dezember 2000               |
| Staatsminister, Außenminister                                            | Petre Roman                     | PD          | 22. Dezember 1999               | 28. Dezember 2000               |
| Staatsminister, Justizminister                                           | Valeriu Stoica                  | PNL         | 22. Dezember 1999               | 28. Dezember 2000               |
| Staatsminister, Gesundheitsminister                                      | Gábor Hajdú                     | UDMR        | 22. Dezember 1999               | 28. Dezember 2000               |
| Innenminister                                                            | Constantin Dudu-Ionescu         | PNȚCD       | 22. Dezember 1999               | 28. Dezember 2000               |
| Verteidigungsminister                                                    | Victor Babiuc Sorin Frunzăverde | PD          | 22. Dezember 1999 13. März 2000 | 13. März 2000 28. Dezember 2000 |
| Finanzminister                                                           | Decebal Traian Remeș            | PNȚCD       | 22. Dezember 1999               | 28. Dezember 2000               |
| Ministerin für Arbeit und Sozialschutz                                   | Smaranda Dobrescu               | PSDR        | 22. Dezember 1999               | 28. Dezember 2000               |
| Minister für Industrie und Handel                                        | Radu-Mircea Berceanu            | PD          | 22. Dezember 1999               | 28. Dezember 2000               |
| Minister für Landwirtschaft und Ernährung                                | Ioan Avram Mureșan              | PNȚCD       | 22. Dezember 1999               | 28. Dezember 2000               |
| Verkehrsminister                                                         | Traian Băsescu Anca Boagiu      | PD          | 22. Dezember 1999 27. Juni 2000 | 26. Juni 2000 28. Dezember 2000 |
| Minister für öffentliche Arbeiten und Raumplanung                        | Nicolae Ștefan Noica            | PNTCD       | 22. Dezember 1999               | 28. Dezember 2000               |
| Minister für Wasser, Wälder und Umweltschutz                             | Romică Tomescu                  | PNȚCD       | 22. Dezember 1999               | 28. Dezember 2000               |
| Minister für nationale Bildung                                           | Andrei Marga                    | PNȚCD       | 22. Dezember 1999               | 28. Dezember 2000               |
| Kulturminister                                                           | Ion Caramitru                   | PNȚCD       | 22. Dezember 1999               | 28. Dezember 2000               |
| Minister für Jugend und Sport                                            | Crin Antonescu                  | PNL         | 22. Dezember 1999               | 28. Dezember 2000               |
| Minister für öffentlichen Dienst                                         | Vlad Roșca                      | PNȚCD       | 22. Dezember 1999               | 28. Dezember 2000               |
| Delegierter Minister beim Ministerpräsidenten für nationale Minderheiten | Péter Eckstein-Kovács           | UDMR        | 22. Dezember 1999               | 28. Dezember 2000               |
| Generalsekretär der Regierung                                            | Radu Stroe                      | PNL         | 22. Dezember 1999               | 28. Dezember 2000               |